# André Lascaris

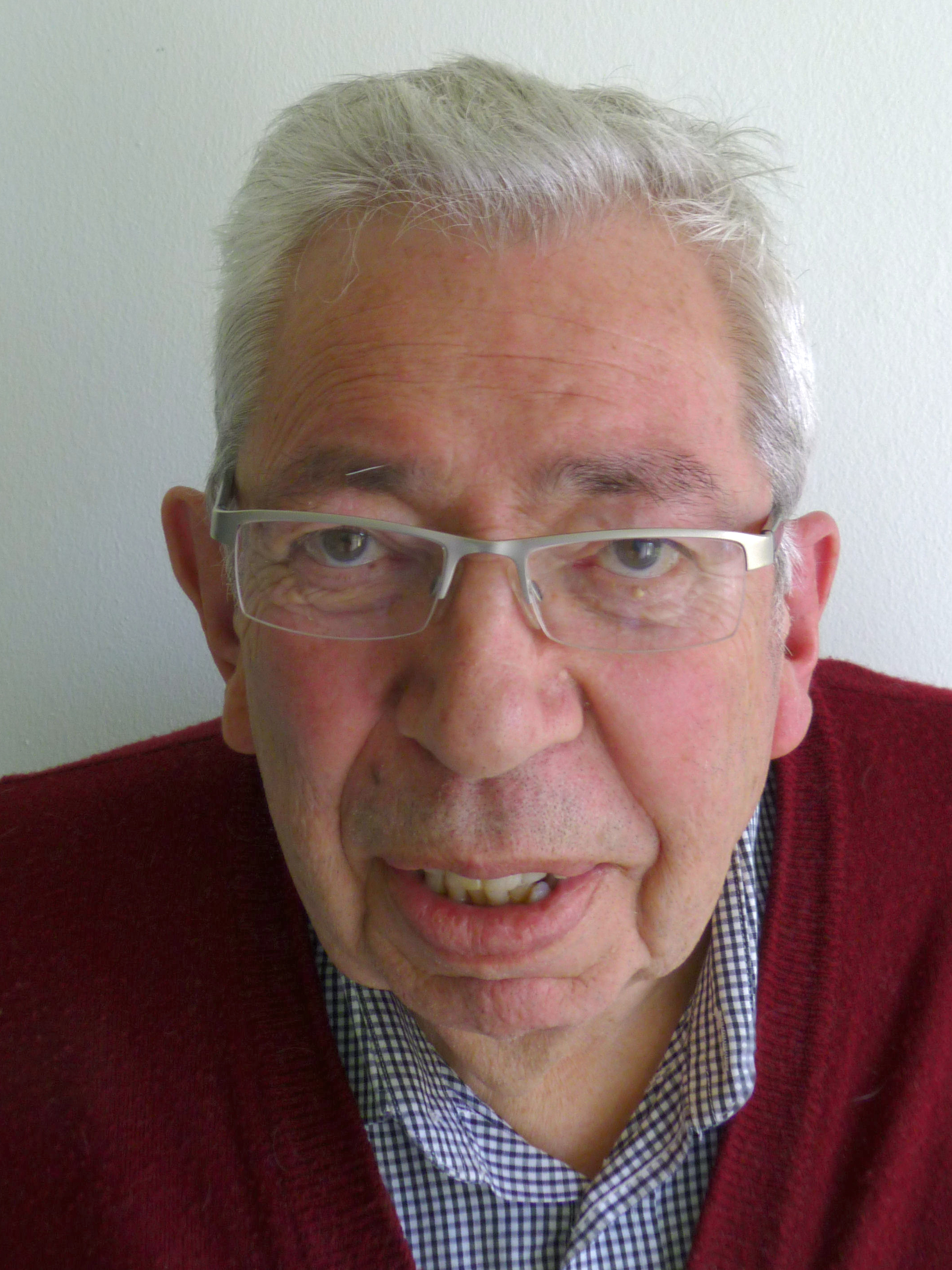
André Lascaris

Dr. André Lascaris (1939-2017) was theoloog, Nederlands dominicaan en vredesactivist. Hij promoveerde in Oxford, doceerde theologie aldaar en ook in Hammanskraal (Zuid-Afrika), Nijmegen en Amsterdam.
Hij was bestuurslid van de Dominicanenorde in Nederland. In het Nederlandse taalgebied behoort hij tot de degenen die bekendheid gaven aan het werk van René Girard. Hij raakte nauw betrokken bij theologisch onderzoek en de vorming van parochiekader in het vredeswerk in Noord-Ierland en maakte deel uit van het Dominicaans Studiecentrum voor Theologie en Samenleving in Nijmegen. 
Lascaris heeft zich steeds kritisch betrokken getoond bij het werk van de kerkelijke vredesbewegingen IKV en Pax Christi. In een interview met de Liturgiekrant voor de Vredesweek in 2001 zei hij over het thema Religie en geweld, geloven in vrede van dat jaar:
"We hebben in het algemeen de neiging om het bij de ander te zoeken als er iets mis is. We zijn altijd druk bezig om anderen te veranderen terwijl het veel moeilijker is te beseffen dat je ook jezelf moet veranderen. John Robinson, de schrijver van Honest to God, heeft ooit eens gezegd: Het laatste wat de vissen zullen ontdekken is het water waarin ze zwemmen. Dus het laatste wat we zullen ontdekken is het geweld in het christendom, zelfs in de vredesbeweging. Misschien was het nog beter geweest om de Vredesweek toe te spitsen op geweld en christendom. Nu is de verleiding er nog om het geweld op andere religies te projecteren. Toch moeten we nu ook oppassen, om alleen maar een cataloog op te stellen van dieptepunten in de geschiedenis van het christendom: kruistochten, inquisitie, heksenjacht, de Holocaust, enzovoorts. Dat kan gauw een soort grabbelton worden. We kunnen het beter hebben over het proces van langzame aanvaarding van het geweld binnen het christendom."

## Publicaties
- Noord-Ierland, een persoonlijke visie, in Tijdschrift voor Diplomatie 8 (1981), p. 3-20
- De tweede mijl - Wegtrekken uit conflicten, Hilversum 1982
- Uitzicht voor een oude wereld. West-Europa op een keerpunt, Kok Kampen 1987
- (Lascaris, A. en Weigand H. red.) Nabootsing. In discussie over René Girard, Kampen 1992
- Het Soevereine Slachtoffer, een theologisch essay over geweld en onderdrukking, Ten Have Baarn, 1993
- Meer dan ikzelf - onbevangen kijken naar wat christenen geloven, Ten Have Baarn, 1996